# Евангелиар от Клеве
Евангелиар от Клеве или „Евангелиар на император Лотар“ (на немски: Evangeliar aus Kleve, Evangeliar Kaiser Lothars) е каролингски илюстрован ръкопис, писан преди 852 г. за император Лотар I.
Евангелиарът съдържа 241 пергаментни листове, с формат 325 x 245 mm. Текстът е написан в каролингски минускул със златно мастило.
Лотар подарява ръкописа на манастира Прюм. През 1802 г. той попада в Национална библиотека в Париж и през 1819 г. е даден обратно на Берлин, където днес се намира в тамошната Държавна библиотека (Ms. theol. Lat. folio 260).
Не трябва да се бърка с „Лотар-Евангелиар“, създадено в манастира Свети-Мартин в Тур през 849-851 г.